# Tronco celeste
I tronchi celesti (天干, tiangan) sono una serie di 10 elementi che appartiene alla cultura cinese ed è utilizzata assieme ai rami terrestri (地支) in un sistema di numerazione del tempo che viene detto Ganzhi. I 10 tronchi celesti sono associati allo Yin e Yang e ai Wu Xing (cinque elementi).

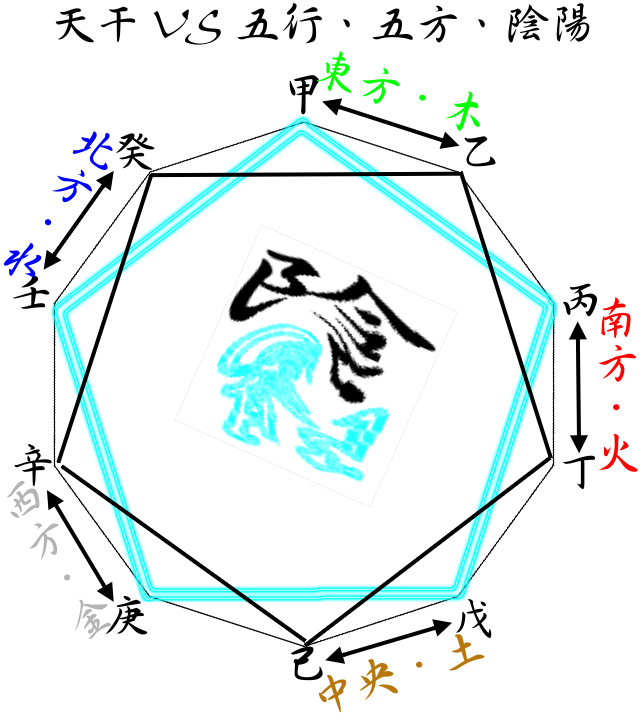
I dieci gambi celesti concepiti come gli angoli di due pentagoni intersecati tra loro, essendo in relazione con la polarità yin yang dei cinque elementi.

Si ipotizza che la serie dei tronchi celesti sia in rapporto al mito che racconta che erano apparsi nel cielo 10 soli, i quali bruciavano la terra fino a quando l'arciere Yi ne abbatté nove.
Non si conosce il significato originale degli ideogrammi che rappresentano le due serie di numeri, ma per la forma dei segni e la loro somiglianza ad ideogrammi più recenti, i Cinesi ipotizzano che essi rappresentino il ciclo di crescita di una pianta, ipotesi ancora da confermare.
L'associazione dei tronchi celesti con i Wu Xing si ha a partire dal secondo secolo a.C. ed avviene collegando due segni consecutivi allo stesso elemento.

## Tavola dei tronchi celesti
|    | Tronchi celesti | Nome Cinese | Nome Giapponese | Nome Coreano | Yin Yang | Elementi |
| -- | --------------- | ----------- | --------------- | ------------ | -------- | -------- |
| 1  | 甲              | jiǎ         | kinoe, kō       | 갑, gab      | yang     | Legno    |
| 2  | 乙              | yǐ          | kinoto, otsu    | 을, eul      | yin      | Legno    |
| 3  | 丙              | bǐng        | hinoe, hei      | 병, byeong   | yang     | Fuoco    |
| 4  | 丁              | dīng        | hinoto, tei     | 정, jeong    | yin      | Fuoco    |
| 5  | 戊              | wù          | tsuchinoe, bo   | 무, mu       | yang     | Terra    |
| 6  | 己              | jǐ          | tsuchinoto, ki  | 기, gi       | yin      | Terra    |
| 7  | 庚              | gēng        | kanoe, kō       | 경, gyeong   | yang     | Metallo  |
| 8  | 辛              | xīn         | kanoto, shin    | 신, sin      | yin      | Metallo  |
| 9  | 壬              | rén         | mizunoe, jin    | 임, im       | yang     | Acqua    |
| 10 | 癸              | guǐ         | mizunoto, ki    | 계, gye      | yin      | Acqua    |

In Cina e negli altri paesi dell'Estremo Oriente che li impiegano, i tronchi celesti sono spesso utilizzati alla maniera delle lettere dell'alfabeto romano per indicare, per esempio, le parti in un contratto, o i voti dati dagli insegnanti. Nelle arti marziali cinesi si usano 甲Jia e 乙Yi per indicare le due parti in un esercizio in coppia (Duilian).
- In Chimica organica sono sovente utilizzati per i nomi dei composti, come il Metanolo (甲醇, Jiachun), l'Etanolo (乙醇, Yichun), ecc.

- Dopo l'introduzione della matematica occidentale, i tronchi celesti rappresentarono le lettere dalla A alla J.

- Dal 2004, i rami celesti appaiono sulle targhe dei veicoli militari di Taiwan.

- In Medicina sono utilizzati nei nomi di malattie dove gli occidentali utilizzano qualche lettera: per esempio l'epatite A, in cinese Jiaxing ganyan (甲型肝炎).

- Nelle divisioni sportive come la nostra calcistica Serie A: prima divisione è Yijia (意甲), seconda divisione Yiyi (意乙), ecc.